# 22640 Shalilabaena
22640 Shalilabaena (1998 MJ34) là một tiểu hành tinh vành đai chính được phát hiện ngày 24 tháng 6 năm 1998 bởi Nhóm nghiên cứu tiểu hành tinh gần Trái Đất phòng thí nghiệm Lincoln ở Socorro.